# Echipa națională de fotbal a Sileziei
Echipa națională de fotbal a Sileziei este o echipă regională de fotbal făcută din jucători de la echipele din Silezia, sub auspiciile Federației de Fotbal a Sileziei.